# 2356 Hirons
2356 Hirons è un asteroide della fascia principale del diametro medio di circa 45,94 km. Scoperto nel 1979, presenta un'orbita caratterizzata da un semiasse maggiore pari a 3,2329716 UA e da un'eccentricità di 0,0400077, inclinata di 15,59589° rispetto all'eclittica.